# Mouvement patriotique de Côte d'Ivoire
Le Mouvement patriotique de Côte d'Ivoire était une milice rebelle du nord de la Côte d'Ivoire dont faisaient partie Guillaume Soro, Louis Dacoury Tabley. En 2004, la milice rejoint la coalition rebelle des Forces nouvelles avec le Mouvement populaire ivoirien du Grand Ouest et le Mouvement pour la justice et la paix.